# اینگرا
اینگرا (به کرواتی: INGRA) شرکت ساخت‌وساز کروات است، که در زمینه ساخت املاک و مستغلات، هتل و مجموعه‌های توریستی، کارخانجات صنعتی، جاده، پل، سد و نیروگاه‌های برق فعالیت می‌نماید.
شرکت اینگرا در سال ۱۹۵۵ در یوگسلاوی تأسیس شد و در حال حاضر دارای عملیات در ۳۰ کشور جهان است و بزرگترین پیمانکار پروژه‌های ساخت‌وساز کرواسی می‌باشد.
دفتر مرکزی این شرکت در شهر زاگرب، کرواسی قرار دارد و بخشی از سهام آن در بازار بورس زاگرب معامله می‌شود.